# Puncturella punctocostata
Puncturella punctocostata är en snäckart som beskrevs av S. S. Berry 1947. Puncturella punctocostata ingår i släktet Puncturella och familjen nyckelhålssnäckor. Inga underarter finns listade i Catalogue of Life.